# Underbaby
Underbaby (xinès simplificat: 地下婴儿, pinyin: Dìxià yīng'ér, literalment 'Nadó subterrani') fou una de les primeres bandes de punk rock de la República Popular de la Xina, en la segona onada de la música rock a la Xina.
Formada pels volts del 1991, es considera la primera formació punk del país, o almenys de la capital. El seu so és més dur que el d'altres formacions del punk xinés.

## Història
Grup pioner del punk pequinés, destacarien front a Maitian Shouwangzhe per un so més fort i ràpid. Fundat pels germans Gao, van obrir el primer local d'assaig utilitzat per grups punk, a una part del local del restaurant familiar.
El grup estava influenciat per Kurt Cobain, cantant de Nirvana, que havia mort poc abans de la consolidació dels primers grups punk de Beijing. Alhora, estaven enfrontats als cabells llargs, és a dir, als fans del Heavy Metal, que feien un so més sofisticat amb la guitarra, i tenien a Tang Dynasty com a màxim exponent musical.
El maig del 1996, el segell taiwanés Magic Stone Records publica una maqueta amb 10 cançons. Una d'elles, Dou Yiyang, és considerada com la primera cançó punk rock de la República Popular de la Xina, i un himne per a l'escena. A partir del 1997, la relació del grup amb la discogràfica es refreda. Hi hagué un disc enregistrat i masteritzat que no es llançà, així com una gira també cancel·lada. Amb menys concerts i membres tocant a altres bandes, el grup es dissol l'estiu del 1998. Publicarien el darrer treball el 1999, Juexing.
Avançada la dècada del 2000, la banda tornaria amb nous treballs.